# Loving You
"Loving You" là bài hát của nghệ sĩ thu âm người Mỹ Michael Jackson. Bài hát ban đầu được thu âm trong giai đoạn "Bad" (1985-1987). Matt Forger, một kỹ sư âm thanh tin cẩn của Jackson khẳng định, "Bài hát hay, chỉ không được cân nhắc kỹ càng cẩn thận cho album BAD. Một trong nhiều bài thu xong thì lại đem cất." Một bản làm lại của bài hát đã được đưa vào album Xscape.

## Phát hành
Bài hát ra mắt ngày 6 tháng 5 năm 2014 trên Sony Entertainment Network và cho phép streming đối với các thành viên Sony Unlimited."Loving You" là bài hát ballad có giai điệu vui tươi cho mùa hè nói về việc Michael và bạn gái vì thời tiết xấu mà phải ở nhà chơi thay vì ra phố hẹn hò như dự định. Bản làm lại, sản xuất bởi Timbaland, gợi nhớ nhiều về giai đoạn Motown, với giai điệu có hồn và âm bass dễ chịu.

## Bảng xếp hạng
| BXH (2014)                                        | Thứ hạng cao nhất |
| ------------------------------------------------- | ----------------- |
| US Hot R&B Songs (Billboard)                      | 24                |
| US Bubbling Under R&B/Hip-Hop Singles (Billboard) | 2                 |
| Hà Lan (Single Top 100)                           | 24                |